# Daniel Meehan
Le Père Daniel Meehan est un personnage de la série télévisée Oz, interprété par Malachy McCourt.
Prêtre catholique irlandais, il est proche de Ryan O'Reily.

## Biographie

### Sentence
Prisonnier #02N535, condamné le 9 février 2002 pour destruction de propriété et agression sur un officier de police à une peine d'emprisonnement de 15 ans, avec libération sur parole au bout de 5 ans.

### Saison 5
Il est emprisonné à la suite d'une manifestation ayant mal tourné (contre l'« Amicus Chemicals Corporation »). Meehan, ainsi que d'autres, tentaient de renverser l'un des camions de livraison appartenant à la société de produits chimiques. Durant la manifestation, il agressa un officier de police l'ayant arrêté lui et ses amis.
Lorsqu'il arrive à Oz, il est placé à Emerald City dans la cellule d'un autre détenu d'origine irlandaise comme lui, Ryan O'Reilly. Père Meehan, qui reste discret et ne se mélange pas aux autres détenus, essaye de sympathiser avec O'Reilly, qui se montre méfiant, antipathique et agressif envers lui.
Les relations entre Meehan et O'Reily sont assez tendus, ce qui est ironique puisque Meehan essaye de sortir le frère de Ryan, Cyril O'Reilly, du couloir de la mort. Meehan tente de nouer de bons contacts avec O'Reilly, lui demandant de nombreuses fois de prier avec lui. Bien que baptisé et élevé en bon catholique, O'Reilly a tourné le dos à l'Église parce que son prêtre refusa selon lui de l'aider à la suite de ses ennuis familiaux. Le Père Daniel Meehan essaye alors de convaincre Ryan que les prêtres ne sont pas tous pareils et que la plupart son des hommes bons, et que Ryan devrait se remettre sur le chemin de la religion.
En parlant avec Ryan, ce dernier commence à s'ouvrir un peu. Le Père Meehan découvre alors que Ryan cache au plus profond de lui un mal qui le ronge depuis l'enfance. Il lui confesse alors la mort de sa petite sœur Carolyn et la haine envers son père Seamus.
Meehan devient alors un réconfort pour O'Reily.

### Saison 6
Un soir, le Père Meehan, pris d'un malaise, tombe de son lit et s'effondre au sol. O'Reilly appelle au secours, et Meehan est emmené d'urgence à l'infirmerie, où le Dr. Gloria Nathan finit par le déclarer mort d'une rupture d'anévrisme.
Ryan, attristé par sa mort, regrette sa mauvaise attitude envers le Père Meehan qui ne lui voulait que du bien. Il demande alors à Gloria Nathan une faveur, celle de laver le corps de Meehan.